# Batalla del Puente de Calidonia
La batalla del Puente de Calidonia tuvo lugar del 21 al 26 de julio de 1900 en el Departamento de Panamá  - República de Colombia, dentro del contexto de la Guerra de los Mil Días, y terminó con una sangrienta derrota de los liberales a manos del ejército conservador.

## Antecedentes
El 21 de junio de 1900 tuvo lugar la batalla de Corozal, donde las fuerzas liberales obtuvieron una importante victoria sobre el ejército conservador al mando del general Carlos Albán, al cual no le quedó otra opción que retirarse hacia la Ciudad de Panamá.

## La batalla
Luego de la victoria obtenida en Corozal -poblado cercano a la ciudad de Panamá sobre la línea del ferrocarril transístmico-, el ejército liberal al mando del General Emiliano Herrera se propuso capturar la Ciudad de Panamá, principal y último bastión de las fuerzas conservadoras en el istmo.
Pero en vez de realizar un ataque definitivo, Herrera le pidió la rendición al general Carlos Albán, quien se negó. Este titubeo de parte de Herrera le dio tiempo al general Albán y a sus hombres de preparar sus defensas. Construyeron trincheras sobre zanjas, protegiéndolas con rieles de acero; en el puente tenían, además, alambres y planchas de hierro que cerraban la entrada de la ciudad. Así, las unidades conservadoras estuvieron bien atrincheradas.
El 24 de julio de 1900 se inició la batalla con el avance del ejército liberal (aproximadamente mil hombres) hacia las posiciones conservadoras. El ataque fue tremendamente desordenado y, sumado a la desventaja de luchar ante un enemigo bien preparado, el resultado no pudo ser más que una masacre. Durante el desarrollo de la batalla, las tropas liberales atacaron de frente con mucho ímpetu y con poca protección, lo que los convertía en un blanco fácil para las fuerzas conservadoras bien atrincheradas. Así fueron cayendo cada uno de los batallones que eran enviados. De esta forma los liberales fracasaron en su intento de tomar la Ciudad de Panamá.
El 25 de julio, Belisario Porras hizo las gestiones para un nuevo ataque a la ciudad, pero reconsideró su posición al anunciarse la llegada del general Campo Serrano y sus 1.250 hombres para reforzar la posición conservadora en la ciudad, además del arribo del buque Boyacá. 
Finalmente, los liberales se rindieron el 26 de julio. 
Se calcula que los liberales perdieron aproximadamente 700 hombres (su mayor cantidad de bajas durante la guerra en Panamá), mientras que las pérdidas del ejército conservador se calculan en unos 98 hombres.